# No Surprises
No Suprises – trzeci i zarazem ostatni singel angielskiego zespołu Radiohead, grającego rock alternatywny, z ich trzeciego albumu studyjnego OK Computer. Został wydany 12 stycznia 1998 roku nakładem wytwórni Parlophone. Utwór osiągnął 4. miejsce na liście przebojów w Wielkiej Brytanii.

## Historia utworu
Utwór został napisany w 1995 roku, w czasie gdy zespół odbywał trasę koncertową z R.E.M. "No Surprises" jest pierwszą piosenką, która została nagrana za pierwszym razem, pierwszego dnia nagrywania albumu OK Computer. Wokalista grupy Thom Yorke powiedział:

Próbowaliśmy innych wersji, jednak wszystkie były zaledwie przeróbkami tej pierwszej.

## Kompozycja i tekst
Oryginalnie tekst piosenki opowiada historię człowieka, który ma dość tego w jaki sposób dzieją się jego sprawy, oraz mającym problemy ze swoją dziewczyną. Przygotowując się do nagrania, Yorke zmienił tekst radykalnie. Zamiast opowiadać o problemach w związku symbolicznie opowiada o odbieraniu sobie życia ("a handshake of carbon monoxide" czyli dosłownie uścisk dłoni z tlenkiem węgla).

## Teledysk
Teledysk do utworu przedstawia wokalistę Radiohead, Thoma Yorke, z głową w szklanej kuli. Na szkle widać odbijający się tekst piosenki. Po pierwszej zwrotce piosenki, kula zaczyna wypełniać się wodą. Artysta kontynuuje śpiew, aż do chwili gdy prawie cała objętość kuli została wypełniona wodą. Następnie przez około minutę wstrzymuje oddech, po czym woda opada. Dla bezpieczeństwa wokalisty, klip został nakręcony w przyspieszonym tempie.

## Lista utworów
CD1
1. "No Surprises" – 3:51
2. "Palo Alto" – 3:44
3. "How I Made My Millions" – 3:07

CD2
1. "No Surprises" – 3:50
2. "Airbag (Live in Berlin, November 3, 1997)" – 4:49
3. "Lucky (Live in Florence, October 30, 1997)" – 4:34